# The Hawk Flies High
The Hawk Flies High — студійний альбом американського джазового саксофоніста Коулмена Гокінса, випущений у 1957 році лейблом Riverside Records.

## Опис
Сесія 1957 року для Riverside стала для Коулмена Гокінса єдиним випуском на лейблі в ролі соліста. Продюсер Оррін Кіпньюс хотів, аби саксофоніст запросив для сесії музикантів його лейблу, однак Гокінс здивував його, обравши молодих боперів Дж. Дж. Джонсона та Ідріса Сулімана, а також ритм-секцію, до якої увійшли: Генк Джонс, Оскар Петтіфорд, Баррі Гелбрейт і Джо Джонс.
Сесія звукозапису відбулась на студії Reeves Sound Studio у Нью-Йорк і тривала два дні 12 і 15 березня 1957 року. Основу записів складає новий матеріал, написаний переважно учасниками сесії.

## Список композицій
1. «Chant» (Генк Джонс) — 5:08
2. «Juicy Fruit» (Ідріс Суліман) — 11:16
3. «Think Deep» (Вільям О. Сміт) — 3:24
4. «Laura» (Девід Рексін, Джонні Мерсер) — 4:34
5. «Blue Lights» (Джиджі Грайс) — 5:44
6. «Sancticity» (Коулмен Гокінс) — 9:10

## Учасники запису
- Коулмен Гокінс — тенор-саксофон
- Ідріс Суліман — труба
- Дж. Дж. Джонсон — тромбон
- Баррі Гелбрейт — гітара
- Генк Джонс — фортепіано
- Оскар Петтіфорд — контрабас
- Джо Джонс — ударні

Технічний персонал
- Оррін Кіпньюз — продюсер, текст
- Білл Грауер — продюсер
- Джек Хіггінс — інженер
- Пол Бейкон — дизайн обкладинки
- Пол Веллер — фотографія обкладинки